# Who the Hell Is Edgar?
"Who the Hell Is Edgar?" é uma canção das cantoras Teya & Salena que representou a Áustria no Festival Eurovisão da Canção 2023, obtendo o 2º lugar na segunda semifinal, com 137 pontos, mas não indo além do 15º lugar na final, com 120 pontos.
A canção foi escrita por Teya e Salena, juntamente com Ronald Janeček e Pele Loriano num acampamento de compositores na República Checa, tendo sido apresentada a 8 de março de 2023, durante o programa de rádio Ö3-Wecker, como a canção representante da Áustria no Festival Eurovisão da Canção 2023. De acordo com as intérpretes:
Esta música é um instantâneo da diversão que tivemos no dia em que a escrevemos. Começou com a vontade de transmitir como é quando uma boa música é feita. Às vezes, a criatividade corre através de você como se tivesses sido possuído por um fantasma. Mas também queríamos colocar as nossas experiências pessoais como mulheres compositoras na música. Muitas vezes parece que tens que provar o teu valor repetidamente para seres levado a sério. Ao apresentar Edgar Allan Poe como o verdadeiro compositor da música, queremos chamar a atenção para esta parte frustrante do negócio da música. É uma sátira."Original (em inglês): Eurovision.tv— Teya e Salena sobre "Who the Hell Is Edgar? (em inglês)
A canção é, assim, uma referência ao escritor e crítico literário americano Edgar Allan Poe, e uma sátira à indústria da música e às dificuldades em se ser letrista - por exemplo, a letra repetida na ponte de "zero zero zero três" refere-se ao pagamento médio de 0,003$ que os artistas recebem por transmissão do Spotify.

## Lista de posições
| Lista (2023)            | Melhor Posição |
| ----------------------- | -------------- |
| Islândia (Plötutíðindi) | 39             |